# Дорохин, Николай Иванович
Николай Иванович Доро́хин (18 мая 1905, Елец, Орловская губерния — 31 декабря 1953, Москва) — советский актёр театра и кино; народный артист РСФСР (1948). Лауреат двух Сталинских премий (1941, 1947).

## Биография

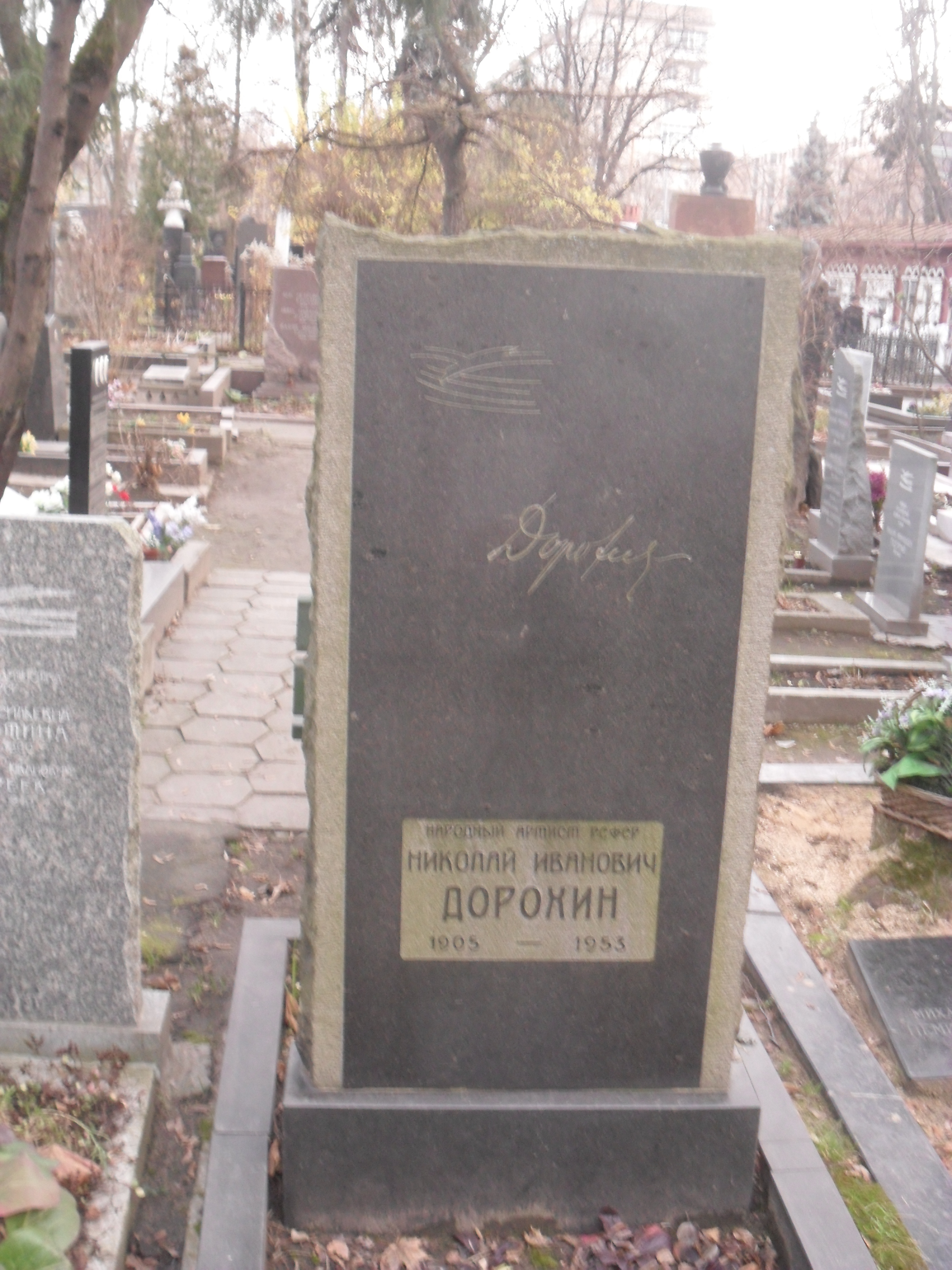
Могила Дорохина на Новодевичьем кладбище Москвы

Николай Дорохин родился 5 (18) мая 1905 года в Ельце (ныне Липецкая область).
Свою сценическую деятельность начал в 1922 году в Ельце. С 1927 года — артист МХАТа. 
В период Великой Отечественной войны принимал активное участие в работе фронтовых бригад; написал книгу «По дорогам войны…» (1950).
Снимался в кино, вёл педагогическую работу во ВГИКе, школе-студии МХАТ.
Супруга — Софья Станиславовна Пилявская (1911—2000), актриса, народная артистка СССР (1991).
Н. И. Дорохин умер 31 декабря 1953 года на 49-м году жизни, всего за 20 минут до полуночи в квартире Ольги Леонардовны Книппер-Чеховой, где собирался встречать Новый год вместе с женой. Похоронен в Москве на Новодевичьем кладбище (участок № 2).

## Творчество

### Театральные работы
- «Платон Кречет» А. Е. Корнейчука — окулист Стёпа
- «Дни и ночи» по К. М. Симонову — Ванин
- «Победители» Б. Ф. Чирскова — шофёр Минутка
- «Офицер флота» А. А. Крона — старший лейтенант Веретенников
- «Три сестры» А. П. Чехова — Алексей Петрович Федотик
- «Вишнёвый сад» А. П. Чехова — Семён Пантелеевич Епиходов
- «Враги» М. Горького — Греков
- «Достигаев и другие» М. Горького — Рябинин

### Фильмография
1. 1925 — Сигнал — эпизод
2. 1936 — Последняя ночь — Захаркин Пётр
3. 1937 — Волочаевские дни — командир партизан Андреев
4. 1939 — Комендант Птичьего острова — командир пограничного катера
5. 1939 — Мои университеты — Осип Шатунов
6. 1939 — Ошибка инженера Кочина — Александр Николаевич Кочин
7. 1941 — Первопечатник Иван Фёдоров — Первопечатник Иван Фёдоров
8. 1944 — Малахов курган — Никита Егорович Сизов
9. 1944 — Морской батальон — Курский
10. 1948 — Драгоценные зёрна — Бережной
11. 1949 — Сталинградская битва — Хрущёв

## Награды и премии
- Сталинская премия второй степени (1941) — за исполнение роли Петра Захаркина в фильме «Последняя ночь» (1936)
- Сталинская премия первой степени (1947) — за исполнение роли шофёра Минутки в спектакле «Победители» Б. Ф. Чирскова
- Народный артист РСФСР (1948)
- Заслуженный артист РСФСР (1938)
- Орден Трудового Красного Знамени (1948)
- Орден «Знак Почёта» (01.04.1938) — за исполнение роли Андрея в фильме «Волочаевские дни» (1937)
- медали